# Глухий зубний несибілянтний африкат
Глухий зубний несибілянтний африкат — приголосний звук, що зустрічається в деяких людських мовах. У Міжнародному фонетичному алфавіті представляється наступними символами: ⟨t͡θ⟩, ⟨t͜θ⟩, ⟨t̪͡θ⟩, ⟨t̟͡θ⟩.

## Особливості
- Спосіб творення — несибілянтний африкат.
- Місце творення — зубне, тобто він артикулюється язиком проти верхніх і/або нижніх зубів.
- Тип фонації — глуха, тобто цей звук вимовляється без вібрації голосових зв'язок.
- Це ротовий приголосний, тобто повітря виходить крізь рот.

- Це центральний приголосний, тобто повітря проходить над центральною частиною язика, а не по боках.

- Механізм передачі повітря — егресивний легеневий, тобто під час артикуляції повітря виштовхується крізь голосовий тракт з легенів, а не з гортані, чи з рота.

## Поширення
| Мова       | Мова                   | Слово     | МФА      | Значення    | Примітки                                                            |
| ---------- | ---------------------- | --------- | -------- | ----------- | ------------------------------------------------------------------- |
| Бірманська | Бірманська             | သုံး / thon: | [t̪͡θóʊ̯̃]   | 'три'       | Поширена вимова /θ/.                                                |
| Китайська  | Їнаньська мандаринська | 攥        | [t̪͡θɑ̃˥]   | 'хват'      | Відповідає /t͡s/ у інших діалектах.                                  |
| Чипевайан  | Чипевайан              | ddhéth    | [t̪͡θɛ́θ]   | -           | У мові розрізняються непридихові, придихові та абруптивні африкати. |
| Англійська | Ірландська             | think     | [t̪͡θɪŋk]  | 'думати'    | Відповідає [θ] в інших діалектах; може вимовлятись і як [t̪].        |
| Англійська | Маорі                  | think     | [t̪͡θɪŋk]  | 'думати'    | Можлива вимова /θ/.                                                 |
| Англійська | Нью-Йорк               | think     | [t̪͡θɪŋk]  | 'думати'    | Відповідає [θ] в інших діалектах, може вимовлятись як [t̪] або [θ].  |
| Англійська | Літературна вимова     | eighth    | [eɪt̪θ]   | 'восьмий'   |                                                                     |
| Англійська | Літературна вимова     | tenth     | [tɛnt̪θ]  | 'десятий'   | [n] може ставати озубленим [n̪].                                     |
| Слейві     | Основний діалект       | eníddhę   | [ɛ̀nít̪͡θɛ̃̀] | 'ми хочемо' | Відповідає /p/ чи /kʷ/ в інших діалектах мови слейві.               |